# Avio (bedrijf)
Avio S.p.A. is een Italiaans bedrijf dat actief is in de lucht- en ruimtevaartsector. Het bedrijf werd opgericht in 1908 en is aanwezig in Italië en in het buitenland met verschillende commerciële kantoren en 10 productielocaties. Het hoofdkantoor is in Colleferro nabij Rome.
Avio is actief in:
- vaste-brandstofmotoren voor ruimte- en tactische voortstuwing
- elektronische/elektrische regel- en automatiseringssystemen

Avio is hoofdaannemer voor de Europese draagraket Vega en onderaannemer voor het Ariane-programma, beide gefinancierd door de European Space Agency (ESA).
- Virtual International Authority File: 239511484